# Cardioglossa trifasciata
Cardioglossa trifasciata är en groddjursart som beskrevs av Jean-Louis Amiet 1972. Cardioglossa trifasciata ingår i släktet Cardioglossa och familjen Arthroleptidae. IUCN kategoriserar arten globalt som akut hotad. Inga underarter finns listade.